# IRNSS-1H
O IRNSS-1H foi um satélite de comunicação geoestacionário indiano que faz parte do sistema de navegação por satélite IRNSS.  Ele foi construído e é também seria operado pela Organização Indiana de Pesquisa Espacial (ISRO). O satélite foi baseado na plataforma I-1K (I-1000) Bus e sua expectativa de vida útil era de 10 anos.
O IRNSS-1H foi o primeiro satélite da Índia construído ativamente por empresas privadas. Ele foi projetado para substituir o IRNSS-1A, que apresentou uma falha, e também completar a frota de satélites de navegação geossíncrona.

## Lançamento
O satélite foi lançado ao espaço em 31 de agosto de 2017, às 18:59 UTC, por meio de um veículo PSLV-XL a partir do Centro Espacial de Satish Dhawan, na Índia. Ele tinha uma massa de lançamento de 1425 kg.
O lançamento do IRNSS 1H, o primeiro satélite de substituição do sistema IRNSS, sofreu uma falha quando o escudo térmico não conseguiu se separar, fazendo com que o satélite ficasse preso ao estágio superior do foguete e entrando em processo de reentrada na atmosfera terrestre.